# Ecdyonurus venosus
Espèce
Ecdyonurus venosus est une espèce d'insectes éphéméroptères, extrêmement répandue en Europe. Elle est souvent confondue avec Ecdyonurus torrentis : les deux espèces sont très proches par leur aspect et leur localisation.
C'est une éphémère de très grande taille, puisque le mâle peut, avec les cerques, atteindre la taille de 55 millimètres.

## Caractéristiques physiques
- Nymphe : de 10 à 18 mm pour le corps
- Imago :
  - Corps : ♂ 12 à 18 mm, ♀ 14 à 20 mm
  - Cerques : ♂ 32 à 40 mm, ♀ 15 à 25 mm
  - Ailes : ♂ 12 à 18 mm, ♀ 14 à 20 mm

Ecdyonurus venosus est essentiellement caractérisée par une couleur assez spécifique, variant de l'orangé au rouge.

## Éclosion
À partir du mois de mai et jusqu'en septembre, sur pratiquement toutes les rivières d'Europe du sud.